# Lemmon (Dakota del Sur)
Lemmon es una ciudad ubicada en el condado de Perkins en el estado estadounidense de Dakota del Sur. En el Censo de 2010 tenía una población de 1227 habitantes y una densidad poblacional de 456,4 personas por km². Se encuentra junto a la frontera con Dakota del Norte. 

## Geografía
Lemmon se encuentra ubicada en las coordenadas 45°56′19″N 102°9′32″O / 45.93861, -102.15889. Según la Oficina del Censo de los Estados Unidos, Lemmon tiene una superficie total de 2.69 km², de la cual 2.69 km² corresponden a tierra firme y (0%) 0 km² es agua.

## Demografía
Según el censo de 2010, había 1.227 personas residiendo en Lemmon. La densidad de población era de 456,4 hab./km². De los 1.227 habitantes, Lemmon estaba compuesto por el 96.25% blancos, el 0.08% eran afroamericanos, el 1.87% eran amerindios, el 0.24% eran asiáticos, el 0% eran isleños del Pacífico, el 0.08% eran de otras razas y el 1.47% pertenecían a dos o más razas. Del total de la población el 0.65% eran hispanos o latinos de cualquier raza.